# Ja'akov Frank
Ja'akov Frank (hebrejsky: אליעזר רונן, žil 12. března 1913 – 10. července 1993) byl izraelský politik a poslanec Knesetu za stranu Ma'arach.

## Biografie
Narodil se v Jeruzalémě. Vystudoval střední školu. Byl předsedou Svazu řemeslníků.

## Politická dráha
V izraelském parlamentu zasedl po volbách v roce 1973, do nichž šel za formaci Ma'arach. Mandát ale získal až dodatečně, v srpnu 1975, jako náhradník za zesnulého poslance Pinchase Sapira. Byl členem výboru pro ekonomické záležitosti a výboru pro státní kontrolu. Ve volbách v roce 1977 mandát neobhájil.